# Мэтисон, Ричард Кристиан
Ричард Кристиан Мэ́тисон (англ. Richard Christian Matheson, р. 14 октября 1953 года) — американский писатель в жанре литературы ужасов и сценарист. Сын известного фантаста Ричарда Мэтисона.
Ричард Кристиан Мэтисон известен как автор многочисленных коротких рассказов, неоднократно публиковавшихся в престижных антологиях. Его лучшие произведения собраны в двух сборниках — «Шрамы и другие особые приметы» и «Дистопия». Дебютный роман писателя «Создано таким-то» (англ. Created By), выпущенный в 1993 году, номинировался на Премию Брэма Стокера.
Помимо литературных произведений, Мэтисон создал множество телевизионных и киносценариев. Среди режиссёров, с которыми он сотрудничал, были Стивен Спилберг и Брайан Сингер; он стал самым молодым писателем, когда-либо заключавшим контракт с Universal Studios.
Мэтисон также известен как специалист в области оккультизма, он принимал участие в исследованиях полтергейста и «домов с привидениями». Кроме того, он играет на ударных в блюз-рок группе Smash-Cut.
По собственному признанию автора, он интересуется не «ужасами», а «странным, мрачным поведением с признаками эксцентричности и безумия, которое может привести к ужасным последствиям». Кроме того, он тяготеет к сплаттерпанку и «боди-хоррору» — в его произведениях физической боли, телесным искажениям и описанию животных инстинктов в человеческой психике уделяется немало места. Творчество Мэтисона высоко оценил Стивен Кинг, назвавший его «замечательным писателем, которого нужно взять на заметку», а его рассказ «Красное» (англ. Red) удостоился восторженного отзыва от самого Денниса Этчисона.